# Arquitetura gótica na Itália

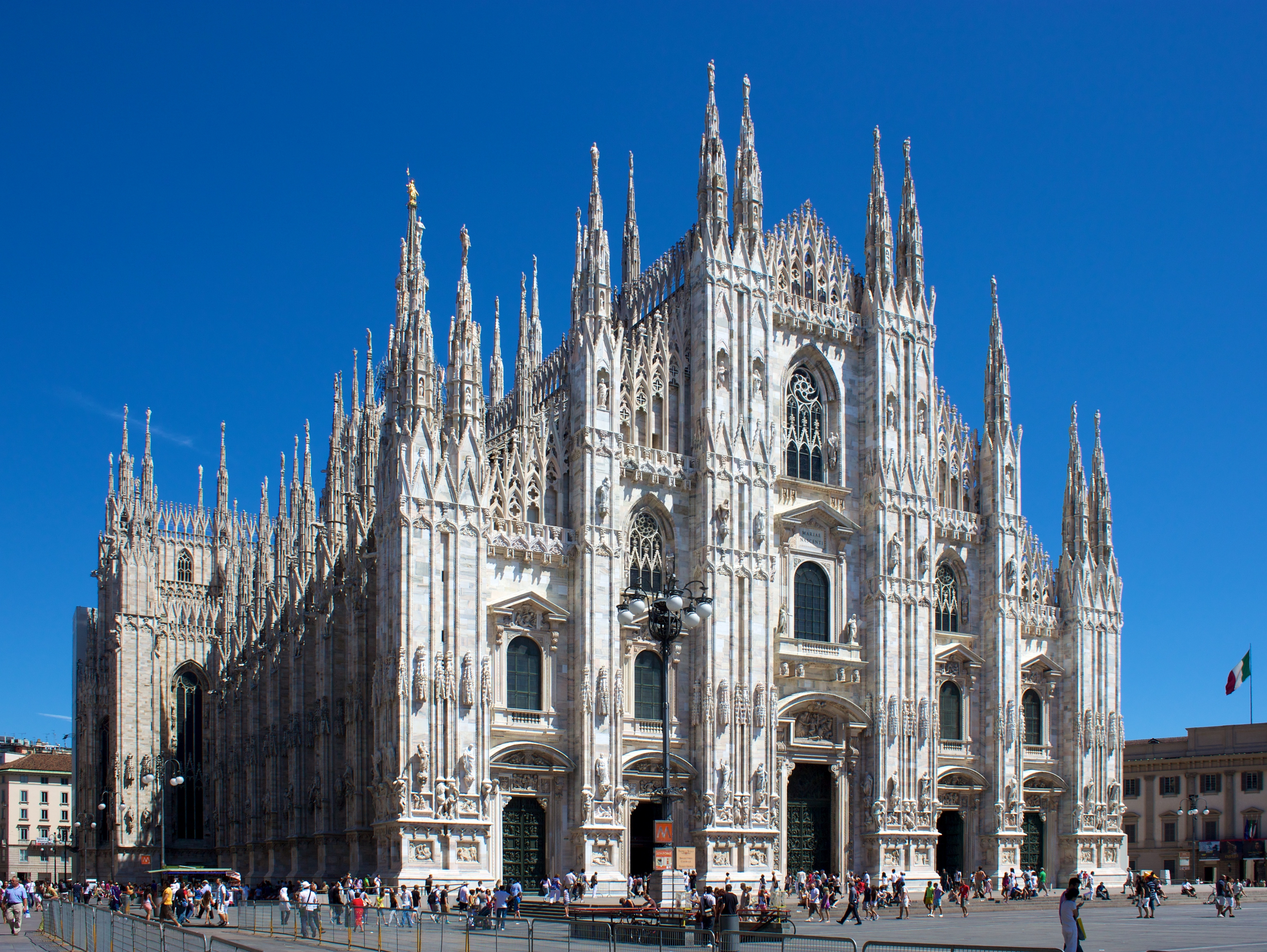
Catedral de Milão a partir da Praça

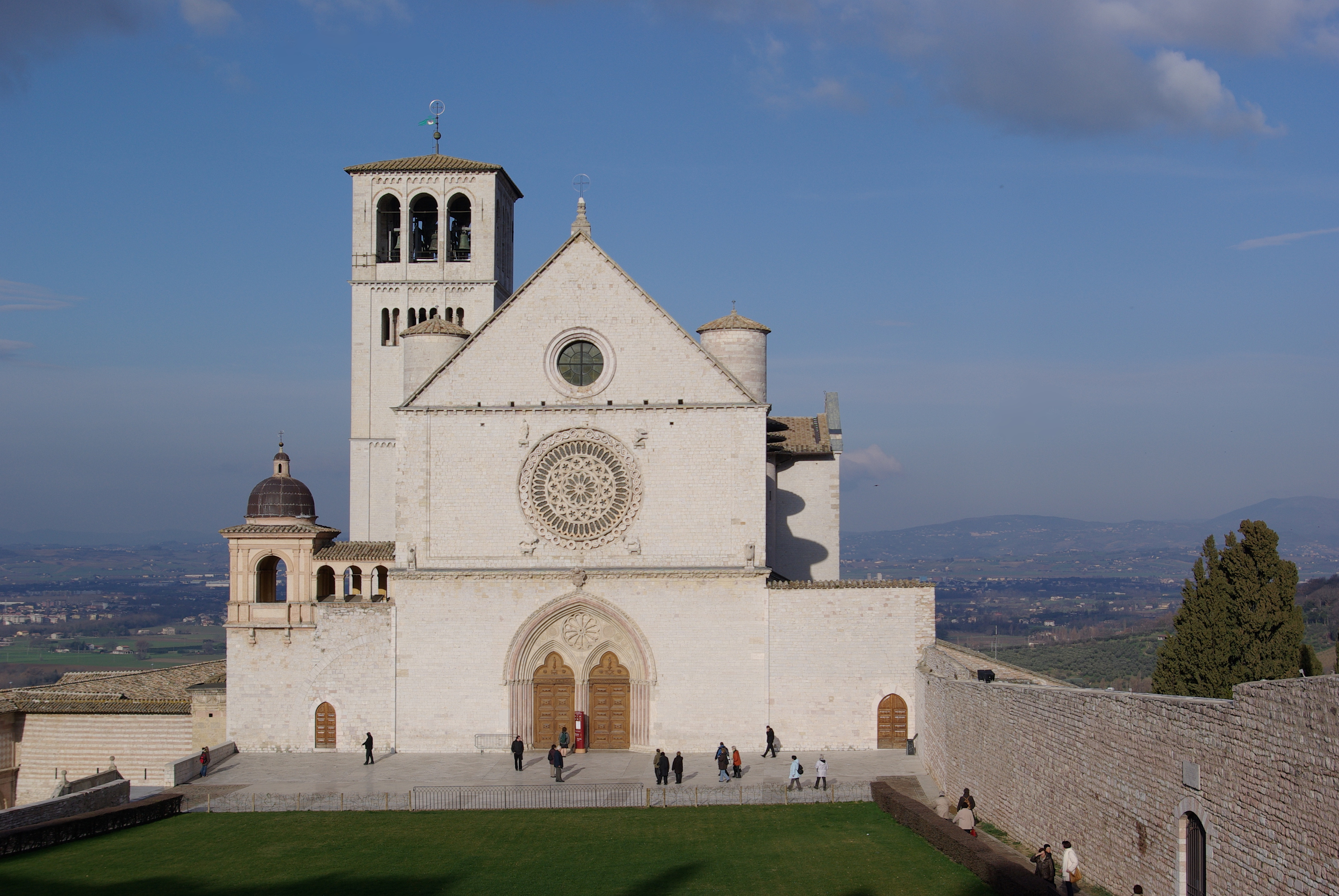
A basílica di San Francesco, Assis

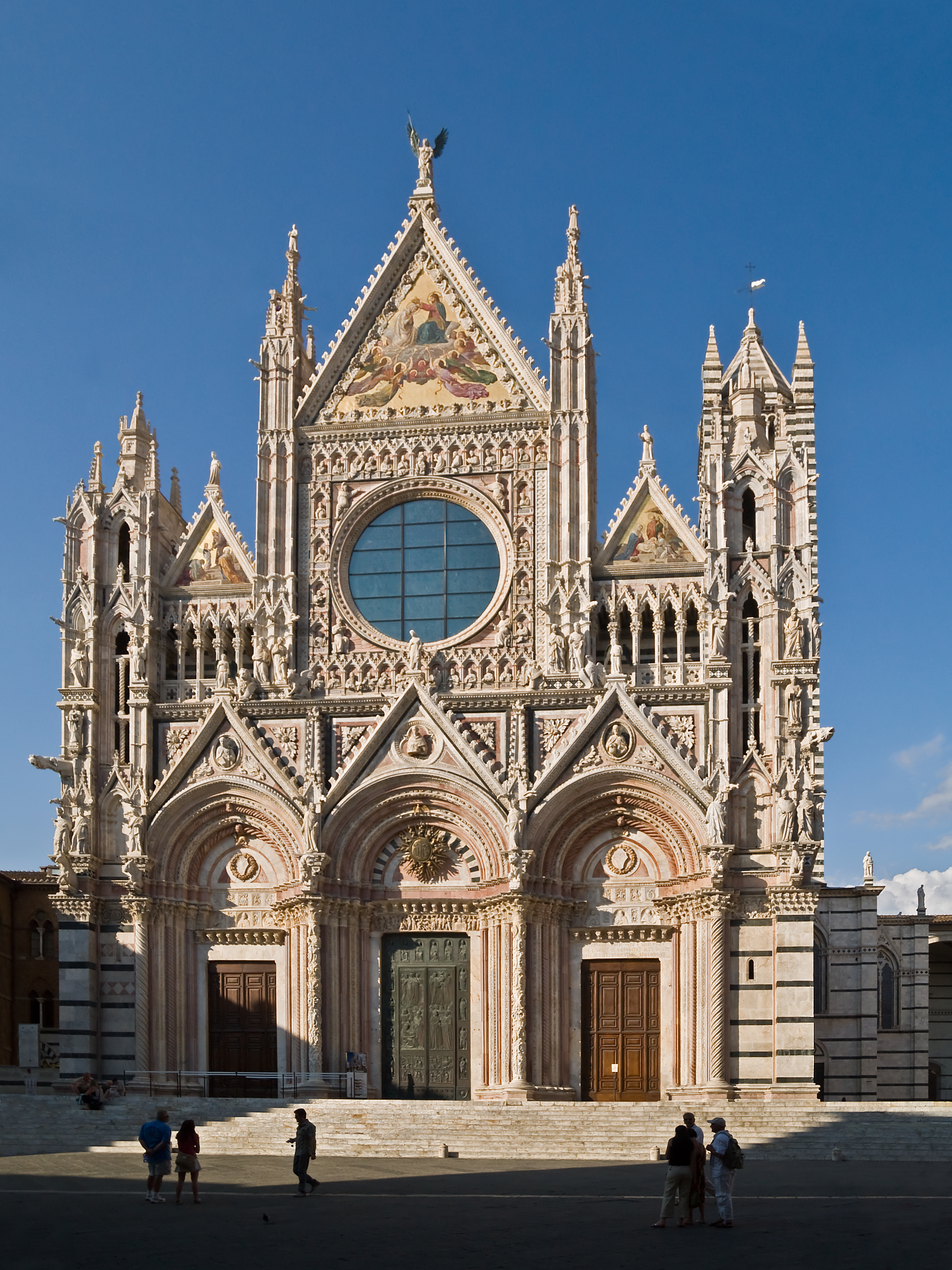
Catedral De Siena

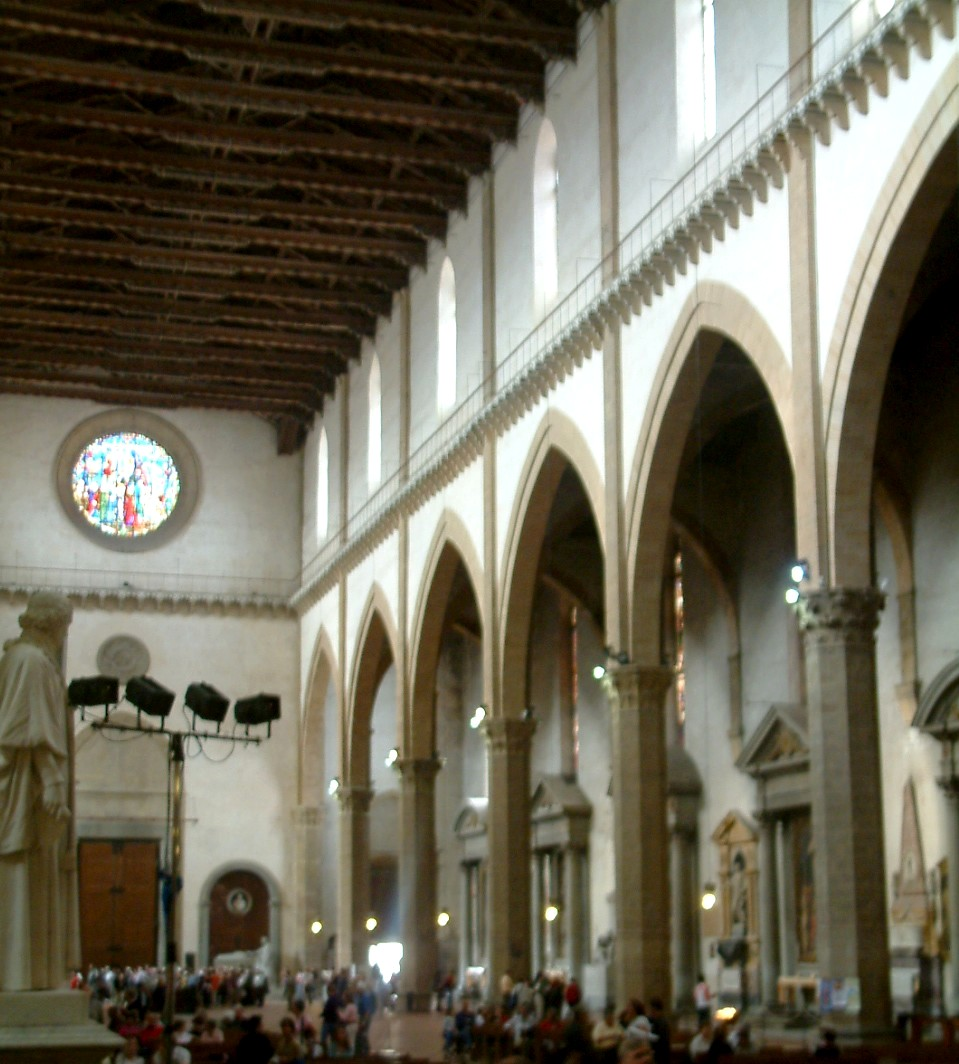
O interior de Santa Croce, em Florença

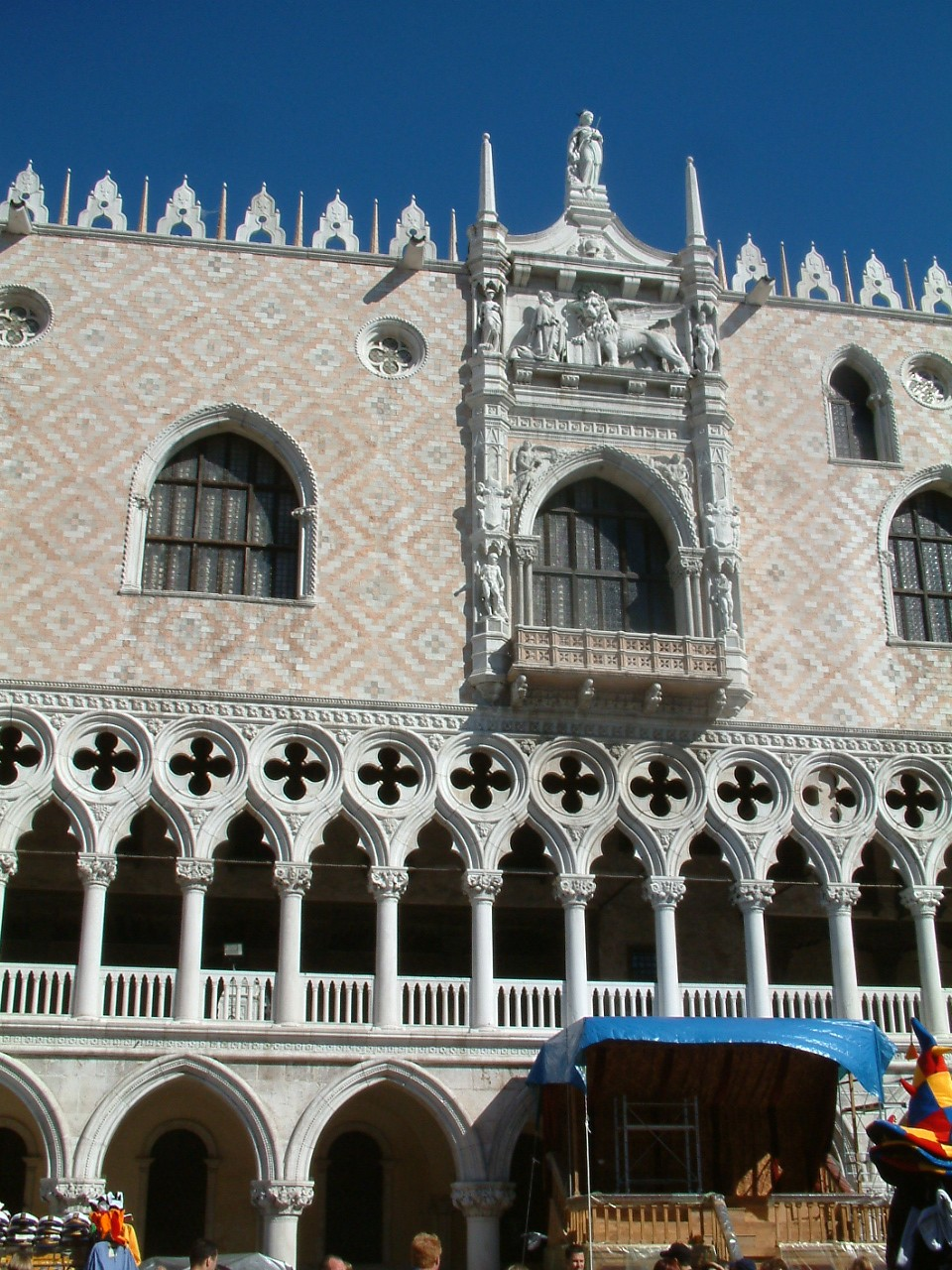
Palácio ducal em Veneza

Arquitetura gótica apareceu na Itália no século XII. Com soluções e inovações técnicas diferente das catedrais góticas francesas: arquitetos italianos preferiram manter a construção tradicional estabelecida em séculos anteriores. Esteticamente na Itália, o desenvolvimento vertical raramente foi importante.
Uma possível linha do tempo da arquitetura Gótica na Itália, pode constituir-se de:
- um desenvolvimento inicial da arquitetura na ordem de Cister;
- uma fase "gótica inicial" (c. 1228-1290);
- "Gótico maduro" de 1290-1385;
- Uma fase gótica tardia de 1385 para o século XVI, com a realização de grandes edifícios góticos começados anteriormente, como a Catedral de Milão e a Basílica de San Petronio, em Bolonha.

## Origens da arquitetura gótica na Itália
A arquitetura gótica foi importada para a Itália, assim como em outros países europeus. As ordens Beneditinos, Cistercienses, através de seus novos edifícios, foram os pioneiros deste novo estilo arquitetônico. Espalhou-se a partir da Borgonha (agora leste da França), para o resto da Europa Ocidental.
Este tipo de arquitetura, na verdade, já incluía a maioria das novidades que caracteriza as catedrais Góticas da Île-de-France, mas com mais moderação e de certa forma, abordagem "ascética" formal. Decorações figurativas são proibidas. Os vitrais são reduzidos em tamanho e incolor. O verticalismo é reduzido. No exterior os sinos das torres ampalárias estão ausentes.
Sempre presente, no entanto, são os ovais, retangulares abóbadas de arestas e grupo de pilares, constituídos por um conjunto de colunas menores, que continuam os pilares engajados para os salto-costelas. As capitais têm decorações muito simples, geralmente não figurativa. A estética das pedras é muito precisa. O resultado é uma arquitetura quase-moderna, crua, sem enfeites. 
A arquitetura cisterciense poderia ser facilmente adaptada, com ligeiras modificações, para as necessidades das Ordens Mendicantes, como os Dominicanos e os Franciscanos, que, na época, estavam se expandindo rapidamente por toda a Itália; por isso buscaram um estilo cru, quando não pobre. Eles precisavam de grandes naves para permitir que os fiéis seguissem o sermão e ritos sem o visual dos obstáculos, como muitas vezes acontecia na catedrais, cujos interiores continha inúmeras pilastras e tinha o coro separados por paredes da nave.

## Século XII
Como anteriormente ressaltado, os primeiros edifícios góticos italianos foram as abadias cistercienses. Eles se espalharam por todo território italiano, muitas vezes adaptando técnicas de construção para as tradições locais. Na verdade, havia edifícios de alvenaria na Pianura Padana, enquanto a pedra prevaleceu na Itália central e Toscana. No último era, por vezes, apresentando decorações nas paredes como na tradição Românica.
Os mais importantes edifícios incluem o Chiaravalle Abbey no norte da Itália e a Abadia de Casamari, no centro de Itália. Entre os os edifícios não-cisterciense do século XII, que foram influenciados pelo estilo gótico, apesar de ainda apresentar importantes recursos românicos, está o Parma Batistério por Benedetto Antelami e a igreja de Sant'Andrea em Vercelli, também com influências de Antelami.

## Século XIII
Este século viu a construção de inúmeros edifícios góticos para as Ordens Mendicantes. Os mais importantes incluem:
- Basílica de são Francisco de Assis (1228-1253)
- Igreja de Santa Maria della Spina, Pisa (1230)
- Basílica de santo Antônio de Pádua
- Igreja de San Francesco, Bolonha (1236-1263)
- Igreja de Santa Maria Novella, em Florença

Também é notável o programa de construção civil e militar  promovido pelo Imperador e Rei da Sicília, Frederico II de Hohenstaufen, no sul da Itália, início do século. As obras mais importantes promovidas por ele incluem:
- Castel del Monte, em Apúlia
- Castelo Maniace, em Siracusa, Sicília
- Triunfo, Portão em Capua (destruído)

Neste período, algumas catedrais foram também construídas ou finalizadas, tais como a Catedral de Siena.

## Século XIV
Em torno do final do século XIII, vários importantes edifícios góticos foram iniciados, com o objetivo de serem concluídos no século seguinte. Estes incluem;
- Basílica de Santa Croce, em Florença
- Catedral de Santa Maria del Fiore, em Florença
- O Palazzo Vecchio, Florença
- A basílica di Santa Maria Gloriosa dei Frari, Veneza
- Catedral De Orvieto

No final do século XIV, dois grandes edifícios góticos finais foram iniciados, o Duomo di Milano e Basilica di San Petronio, em Bolonha.

## Século XV
No século XV, nenhuma nova grande construção gótica foi realizada na Itália, mesmo que tivesse sido iniciado a construção de grandes basílicas e catedrais.